# Hartmut Bodeit

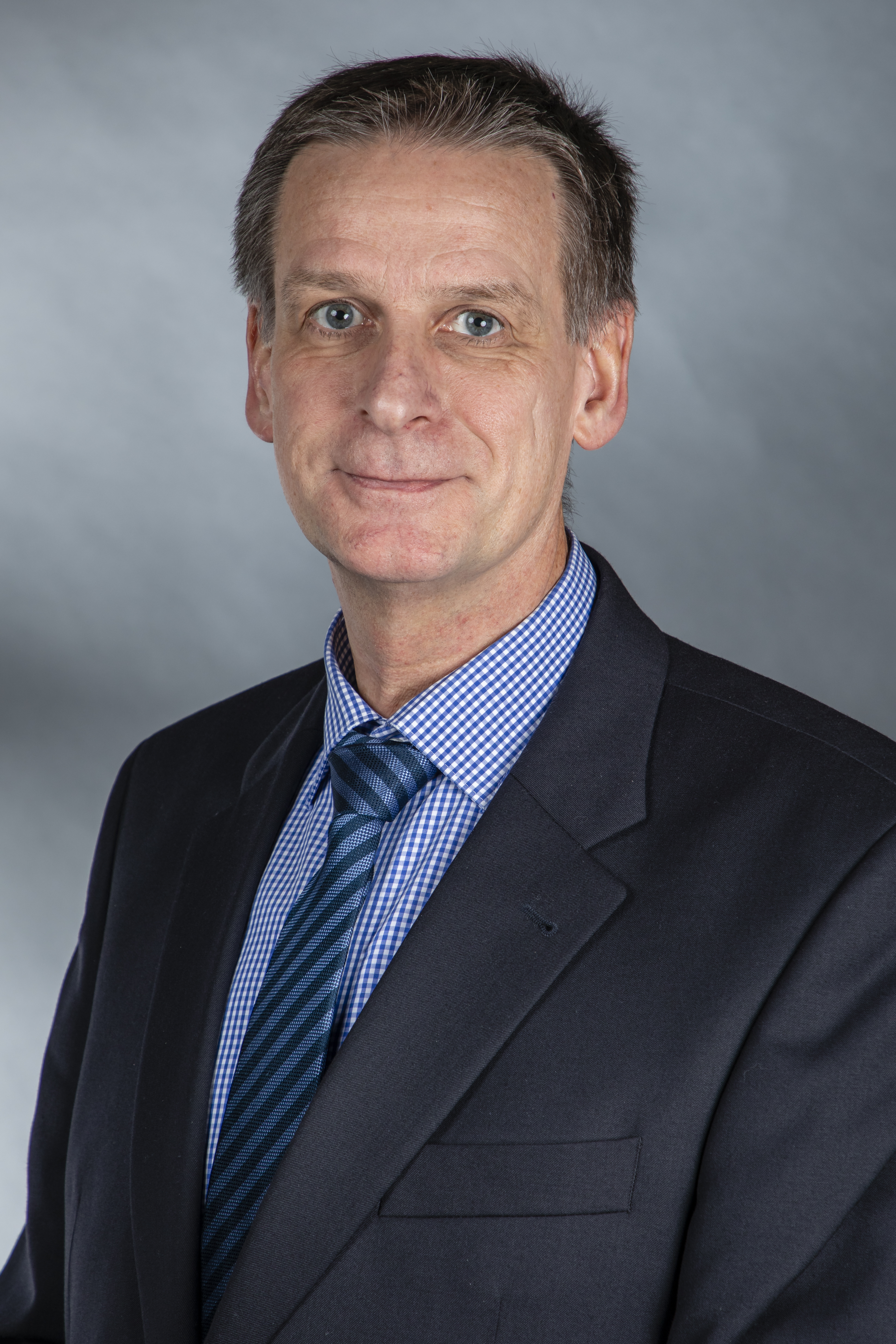
Hartmut Bodeit (2019)

Hartmut Bodeit (* 1966) ist ein deutscher Industriekaufmann und Politiker der CDU. Er ist seit 2019 Mitglied der Bremischen Bürgerschaft.

## Biografie

### Ausbildung und Beruf
Bodeit besuchte von 1982 bis 1984 eine Berufsfachschule Wirtschaft und schloss mit dem Fachabitur ab. 1984 bis 1986 machte er eine Ausbildung zum Industriekaufmann im Unternehmen Eduscho in Bremen. In der Firma arbeitete er bis 1988. 1988/89 leistete er seinen Grundwehrdienst bei der Bundeswehr. Danach war bis 1991 im  Vertriebsaußendienst der Apollinaris AG, bis 1993 Gebietsleiter der Brauerei Ernst Barre und bis 1996 Verkaufsleiter der Bavaria-St. Pauli-Brauerei.
Von 1992 bis 1994 besuchte er berufsbegleitend die Wirtschaftsakademie Bremen, die er mit einer Prüfung durch die Handelskammer beendete. 1996/97 war er selbständig.
Von 1998 bis 1998 absolvierte er ein Fortbildungsprogramm für Akademiker mit Auslandsaufenthalt. Er studierte 1998 an der Fachhochschule für Wirtschaft Bremen. Ein schwerer Verkehrsunfall mit einer Rehabilitation bis 2002 beendete das Studium. Seit 2003 ist er angestellter Berater bei der Deutschen Rentenversicherung Oldenburg-Bremen.

### Politik
Bodeit ist seit 2009 Mitglied der CDU im Stadtbezirksverband Bremen-Huchting und dort im Vorstand aktiv. 2012/14 war er stellvertretender Kreisschatzmeister der CDU Bremen und seit 2014 Beisitzer im Landesvorstand der CDU Bremen.
Bodeit war von 2011 bis 2015 Mitglied im Beirat des Stadtteils Huchting und von 2015 bis 2019 Mitglied der Deputation für Gesundheit und Verbraucherschutz der Bürgerschaft.
2018 wurde er von der CDU auf den Listenplatz 17 der CDU-Liste für die Bürgerschaftswahl 2019 gesetzt und im Mai 2019 zum Bürgerschaftsabgeordneten gewählt. Hier ist er Mitglied der Deputation für Mobilität, Bau und Stadtentwicklung und im Ausschuss für Bürgerbeteiligung, bürgerschaftliches Engagement und Beiräte (stellvertretender Vorsitzender).
Er ist aktuell Sprecher für Umwelt der CDU-Fraktion.

### Weitere Mitgliedschaften
- Seit 2014 Hauptschöffe am Landgericht Bremen
- Berater im Rentenrecht bei der Deutschen Rentenversicherung Oldenburg-Bremen